# Malcolm McKenna
Malcolm Carnegie McKenna (1930–2008) foi um paleontólogo americano e autor sobre o assunto.

## Paleontólogo
McKenna iniciou sua carreira em paleontologia na Escola Webb da Califórnia [en] (do 9º ao 12º ano) em Claremont, Califórnia, sob a orientação do notável paleontólogo e professor, Raymond Alf. Ele frequentou o Instituto de Tecnologia da Califórnia e o Faculdade Pomona [en], depois se formou em paleontologia na Universidade da Califórnia em Berkeley, onde também obteve seu Ph.D.
Ele foi o curador de paleontologia de vertebrados no Museu Americano de História Natural, na cidade de Nova Iorque. Durante a maior parte de suas quatro décadas no museu, ele manteve uma cátedra em geociências na Universidade Columbia. De 1975 a 1976, atuou como presidente da Sociedade de Paleontologia de Vertebrados.
Com Susan K. Bell, ele foi coautor do livro de 1997 Classification of Mammals Above the Species Level, uma obra abrangente sobre a genealogia dos Mamíferos, incluindo a sistemática, as relações e as ocorrências de todos os táxons de mamíferos, vivos e extintos, até o nível de gênero. Em 1992, ele foi premiado com a Medalha da Sociedade Paleontológica e a Medalha Romer-Simpson em 2000, a mais alta honra da Sociedade de Paleontologia de Vertebrados.

## Família
McKenna nasceu em Pomona, Califórnia, filho de Bernice e Donald McKenna [en], um dos curadores fundadores do Faculdade Claremont McKenna [en], no sul da Califórnia.
Ele era residente de Englewood, Nova Jérsei, enquanto estava no Museu Americano de História Natural. Sua esposa, Priscilla, serviu como presidente do Conselho Municipal por muitos anos. Um de seus bisavós era primo do magnata do aço Andrew Carnegie.
Desde 2013, McKenna está listado no conselho consultivo do Centro Nacional de Educação Científica [en].
O filho de McKenna, Bruce, é um roteirista cujo trabalho incluiu a minissérie de televisão The Pacific.
A filha de McKenna, Katharine L. McKenna, é uma artista que vive em Woodstock, NY.
Malcolm Carnegie McKenna morreu em 3 de março de 2008, em Boulder, Colorado.